# Pierre Passereau
Pierre Passereau (prima del 1509 – dopo il 1547) è stato un compositore francese del Rinascimento. Assieme a Clément Janequin fu uno dei più noti compositori di chanson "Parisian" in Francia negli anni 1530. La sua produzione è costituita quasi soltanto da chanson, la maggior parte delle quali pubblicate da Pierre Attaingnant. La maggior parte delle quali erano di carattere rustico piene di doppi sensi e oscenità, carattere molto diffuso in Francia e neo Paesi Bassi in quel tempo.

## Biografia
Alcuni dettagli della vita di Passereau sono stati svelati da studiosi, e fra questi il musicologo François-Joseph Fétis nel suo monumentale Biographie universelle des musiciens (1834). La prima apparizione di Passereau è quella di tenore nella Cappella musicale del conte d'Angoulême (che successivamente divenne re Francesco I); pertanto doveva essere già adulto e quindi esser nato intorno al 1495. Egli lavorò per le cattedrali di Bourges e Cambrai, poiché appare negli annali delle due chiese, ed è documentato che fu cantore a Cambrai fra il 1525 ed il 1530. Potrebbe essere stato un prete a nella chiesa di Saint Jacques-de-la-Boucherie a Parigi, anche se questa affermazione di Fétis non è ben confermata.

## Musica
La maggior parte delle composizioni di Passereau o di quello che è giunto a noi, sono chanson. Dal momento che i dettagli della sua biografia sono incompleti, è difficile determinare quante delle sue composizioni possano essere andate perdute. Egli è noto per avere scritto una composizione sacra, un mottetto, Unde veniet auxilium michi (il testo è dal Salmo 120 e utilizzato nelle funzioni dei morti). 
Le chanson di Passereau sono piene di allegria e spensieratezza, simili nei contenuti alla frottola italiana, anche se non è stata dimostrata una diretta influenza della precedente forma italiana sulle sue composizioni. Amava usare sillabe senza senso, spesso a imitazione degli animali, come in Il est bel et bon, il suo pezzo più popolare, che imita il chiocciare delle galline. Questa composizione veniva cantata anche in località molto distanti come Venezia. Mentre Passereau può avere preso l'idea da Janequin, che stava scrivendo chanson onomatopeiche già nel 1515 (Il est bel et bon fu pubblicata nel 1534), la sua popolarità rivaleggiava con quella delle composizioni di Janequin, tanto che l'editore Pierre Attaingnant dedicò un libro intero alla musica dei due compositori nel 1536. Sembra sia possibile che Francesco I, che conosceva Passereau dal tempo in cui era al servizio della corte francese, abbia raccomandato il compositore ad Attaingnant.
Altre caratteristiche delle chanson di Passereau derivano dall'uso di brevi declamazioni, passaggi polifonici, soggetti satirici e ribaldi, ritmi orecchiabili.
Un'indicazione della popolarità raggiunta da Passereau può essere desunta dal fatto che François Rabelais lo incluse fra i musicisti famosi citati nella sua opera Gargantua e Pantagruel.